# Бланш дьо Намюр (бира)
 Тази статия е за белгийската уитбира.  За кралицата на Швеция и Норвегия вижте Бланш дьо Намюр.  
Бланш дьо Намюр (на френски: Blanche de Namur) е марка белгийска уит бира, тип ейл, произведена и бутилирана от пивоварната „Brasserie du Bocq“ в селището Пюрно, община Ивоар, Валония, Южна Белгия.

## Характеристика
„Бланш дьо Намюр“ не се филтрира и има мътен светложълт цвят. Бирата се прави от пшеница и ечемичен малц. При производството се добавят настъргани кориандър и кори от горчиви портокали кюрасао, което придава на бирата уникален и незабравим вкус. Алкохолното съдържание е 4.5 об.%. Бирата се отличава с аромат на кориандър и горчив портокал; плодов, леко кисел вкус, и съвсем слаба горчивина.
Предлага се на пазара в стъклени бутилки от 0.250, 0.330, 0,750 и 1,500 литра, както и в 30-литрови кегове. Препоръчва се бирата да се употребява охладена до 2° – 4 °C. Добре се съчетава с ястия с дивеч и червени меса.

## История
Бирата е кръстена на намюрската принцеса Бланш дьо Намюр – дъщеря на Жан I, граф на Намюр и Мари д'Артоа. През 1335 г. принцесата става съпруга на Магнус II Ериксон – крал на Швеция и Норвегия.

## Награди
- През 2008, 2009 и 2010 г. – сребърен медал на Australian International Beer Awards в категория „Стил: Белгийска уит бира“.
- През 2009 г. – първо място за най-добра уит бира в света на World Beer Awards. [1]